# Cơ quan Vũ trụ châu Âu

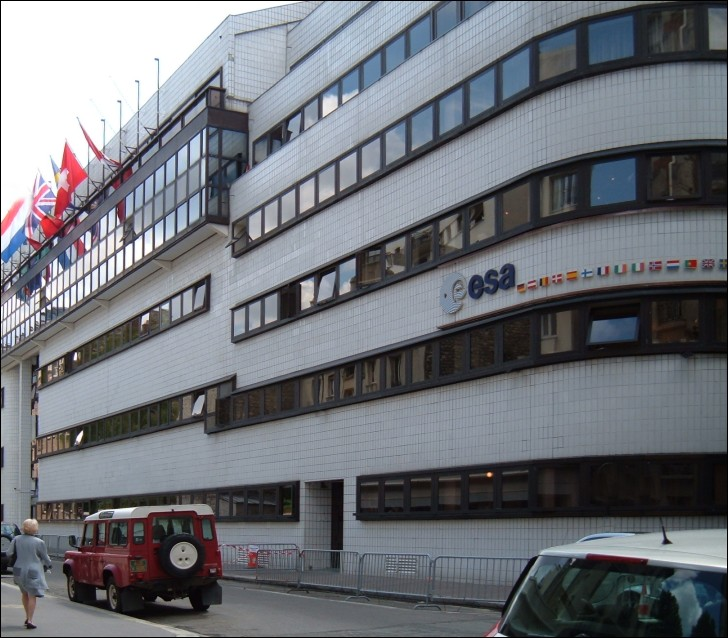
Tổng hành dinh tại Paris

Cơ quan Vũ trụ châu Âu (tiếng Anh: European Space Agency, viết tắt: ESA) là một tổ chức liên chính phủ được thành lập năm 1975, chuyên trách việc thám hiểm vũ trụ mà Đức dẫn đầu tiên phong. ESA hiện có 18quốc gia thành viên, tổng hành dinh đặt tại Paris, Pháp. ESA có số lượng nhân viên (không tính các nhân viên hợp đồng và các cơ quan vũ trụ quốc gia) là khoảng 1.900 với ngân sách hàng năm khoảng €3 tỷ trong năm 2006.
Sân bay vũ trụ của ESA là Centre Spatial Guyanais (Guyana Space Centre) ở Kourou, Guiana thuộc Pháp, nơi này được chọn vì nó gần xích đạo và từ đó việc phóng lên các quỹ đạo quan trọng là dễ dàng hơn. Trong những năm 1990 thì ESA đạt ví trí dẫn đầu thị trường phóng vệ tinh thương mại và trong những năm gần đây ESA đã đi khẳng định như là một đối tác quan trọng trong thám hiểm vũ trụ trước khi bị Mỹ soán ngôi trở lại trong những năm gần đây.
Các cơ quan khoa học của ESA đóng tại ESTEC ở Noordwijk, Hà Lan, Trạm Quan sát Mặt đất ESRIN ở Frascati, Ý, Trung tâm điều khiển ESA (ESOC) ở Darmstadt, Đức, và Trung tâm phi hành gia châu Âu (PACI), huấn luyện các phi hành gia tương lai đóng ở Köln, Đức.